# Потписани
Потписани је српска андерграунд телевизијска серија, односно филмски серијал, чије је снимање почело 2007. године у продукцији МК Арт Студија. Премијерно је емитована на београдској телевизији Арт почетком 2009, а од 2011. се емитује и на телевизији Метрополис. Серија представља пародију на култну југословенску серију Отписани и као таква прати комичне авантуре младих илегалаца, које предводе Преле и Глухи у окупираном Београду за време Другог светског рата. Потписани су 2010. добили наставак — други серијал под називом Подбрадак потписаних, који је премијерно емитован на телевизији Метрополис 4. јануара 2011.
Сценарио и режију серијала је потписао Марко Ковач.

## Јавна приказивања и фестивали
- Поред емитовања на неколико београдских телевизија, серија је приказана и у Дому културе Студентски град у Београду 18. јуна 2010, када је у оквиру „Но буџет“ фестивала уприличен целовечерњи програм посвећен „Потписанима“.[5] Приказане су епизоде: „Телефондка централа“, „Шифра“ и „1941.“.[6][7] Иако фестивал није био такмичарског карактера, током три дана приказивања „Потписани“ су поставили рекорд у гледаности и посећености.[8]
- На Првој ревији независних оф-филмова Србије, одржаној у августу 2011. на планини Рудник, на основу коначног избора филмских аутора Мирослава Бате Петровића и Игора Тохоља, у званичну конкуренцију фестивала увршћен је и филмски серијал „Потписани“, а епизоде „Телефонска централа“ и „Шифра“ су представљене публици у одвојеним пројекцијама у Дому културе Рудник.[9][10][11] Након тродневних пројекција, „Потписани“ су постали један од добитника „Шумског патуљка“ за пародију традиционалног телевизијског израза.[8][12]
- 12. априла 2012. године у биоскопској сали Дома културе Студентски град на Новом Београду, премијерно је приказан дугометражни филм Подбрадак потписаних сачињен од свих 5 епизода истоименог серијала.[13][14]
- Од 27.7. до 29. 7. 2012. у предивном шумадијском амбијенту на планини Рудник, под отвореним небом српског Холивуда, одиграла се Друга ревија независних оф-филмова Србије на којој су приказане две епизоде серијала Потписани: Шифра и Воз. Жири у саставу од наших еминентних филмских радника и драматурга (Драгомир Зупанц, Срђан Илић и Миодраг Новаковић), одлучио је да епизоди Воз припадне Шумски патуљак за треће место.[15][16][17][18][19][20][21]
- 16.3.2013. у препуној трибинској сали београдског Дома омладине одржана је премијерна пројекција 4. наставка Потписаних под називом Паја Шишкебаб чиме је оборен рекорд у посећености рачунајући сва јавна приказивања Потписаних у затвореним просторима.[8][22][23][24]
- Од 2.8. до 4. 8. 2013. на локалитету српског Холивуда на планини Рудник, одржана је Трећа ревија независних оф-филмова Србије на којој је приказан 4. наставак серијала Потписани под називом Паја Шишкебаб. Такође је, у оквиру ревијалног дела, приказана и 3. епизода Воз којој је на прошлогодишњој ревији припала награда Шумски патуљак.[25][26][27][28]
- 27.6.2014. у Великој сали Дома културе Студентски град, уприличена је премијерна пројекција 5. наставка Потписаних под називом Мобилизација док су од 28.6. до 30. 6. 2014. на летњој позорници, пред отвореним небом, након филмова Маратонци трче почасни круг, Давитељ против давитеља, Тајванска канаста, Три карте за Холивуд, Лепота порока, приказивани и сви ранији наставци Потписаних као и све епизоде Подбратка потписаних.[29][30][31][32]
- 2.8.2014. у оквиру Четврте ревије независних оф-филмова Србије у српском Холивуду на планини Рудник, приказан је у ревијалном делу пети део Потписаних - Мобилизација.[33]
- 30.7.2016. у оквиру Пете ревије независних оф-филмова Србије у Дому културе Рудник, приказан је у ревијалном делу пети део Потписаних - Мобилизација.[34][35][36]
- 13.10.2016. у Малој сали Дома културе Студентски град, премијерно је приказан 6. наставак Потписаних под називом Логор.[37]
- 28.7.2017. у оквиру Шесте ревије независних оф-филмова Србије у српском Холивуду на Руднику, приказан је у ревијалном делу шести део Потписаних - Логор.[38][39]
- 1.12.2017. у препуној сали Американа београдског Дома омладине одржана је премијерна пројекција 7. наставка Потписаних под називом Гаража, освета и још понешто.[40][41][42]
- 1.7.2018. је почело емитовање читавог серијала Потписани и Подбрадак потписаних на телевизијском каналу Филм Клуб Екстра.[43]
- 27.7.2018. у оквиру Седме ревије независних оф-филмова Србије у Дому културе Рудник, приказан је у ревијалном делу шести део Потписаних - Логор. Програмом фестивала је предвиђено да се финалне вечери под отвореним небом српског Холивуда на Руднику прикаже, такође у ревијалном делу, и седми наставак серијала Гаража, освета и још понешто али је због лоших временских прилика пројекција отказана.[44][45]
- 12.9.2018. је на ТВ Студио Б приказан 7. наставак Потписаних под називом Гаража, освета и још понешто.[43]
- 1.2.2019. је почело емитовање читавог серијала Потписани на телевизијском каналу Филм Клуб.[43]
- 7.4.2019. у сали Американа београдског Дома омладине одржана је премијерна пројекција 8. наставка Потписаних под називом Трегер.[46][47]
- 15.9.2019. је на ТВ Студио Б приказан 8. наставак Потписаних под називом Трегер.[43]
- Септембра 2021. је скраћена верзија филма Потписани 7 под називом The Garage, the Revenge and Something Else (20 min) проглашена финалистом фестивала Accord Cine Fest 2021.[48]
- 15.11.2021. у оквиру 1. међународног фестивала немог филма Ћутање је злато у Дому културе Студентски град у Београду као и у Нишком културном центру, приказан је седми део Потписаних - Гаража, освета и још понешто.[49][50]
- 2022. године је скраћена верзија филма Потписани 7 под називом The Garage, the Revenge and Something Else (20 min) проглашена четвртфиналистом фестивала Serbest International Film Festival (SIFF)[43][48]

## Списак епизода
Списак епизода и датум премијерног емитовања:
Потписани (Филмски серијал)
| Епизода                         | Трајање | Прво емитовање      | Емитер           |
| ------------------------------- | ------- | ------------------- | ---------------- |
| 1. Телефонска централа          | 45 мин. | 25. јануар 2009.    | Арт ТВ           |
| 2. Шифра                        | 45 мин. | 1. фебруар 2009.    | Арт ТВ           |
| 3. Воз                          | 53 мин. | 3. јануар 2011.     | ТВ Метрополис    |
| 4. Паја Шишкебаб                | 45 мин. | 1. јун 2013.        | Арт ТВ           |
| 5. Мобилизација                 | 59 мин. | 4. октобар 2014.    | Арт ТВ           |
| 6. Логор                        | 42 мин. | 22. октобар 2016.   | Арт ТВ           |
| 7. Гаража, освета и још понешто | 75 мин. | 7. јул 2018.        | Филм Клуб Екстра |
| 8. Трегер                       | 57 мин. | 15. септембар 2019. | ТВ Студио Б      |

Подбрадак потписаних (ТВ серија)
| Епизода          | Трајање | Прво емитовање     | Емитер        |
| ---------------- | ------- | ------------------ | ------------- |
| 1. 1941. епизода | 20 мин. | 4. јануар 2011.    | ТВ Метрополис |
| 2. 1942. епизода | 20 мин. | 27. октобар 2012.  | Арт ТВ        |
| 3. 1943. епизода | 24 мин. | 3. новембар 2012.  | Арт ТВ        |
| 4. 1944. епизода | 23 мин. | 10. новембар 2012. | Арт ТВ        |
| 5. 1945. епизода | 26 мин. | 17. новембар 2012. | Арт ТВ        |

## Епизода 1 - Телефонска централа
„Телефонска централа“ је прва епизода филмског серијала „Потписани“, снимљена 2007. године.
Година је 1941. Србија се налази под немачком окупацијом. Мала новоформирана илегална група, скривена у једном београдском стану, од штаба добија задатак да уништи главну телефонску централу у граду, односно да је дигне у ваздух, што они буквално и чине.
Улоге
| Глумац/Глумица    | Улога у серији         | Оригинални лик |
| ----------------- | ---------------------- | -------------- |
| Марко Ковач       | Преле                  | Прле           |
| Никола Дакић      | Глухи                  | Тихи           |
| Милан Ђукић       | Трегер, шеф Гестапа    | Кригер         |
| Дејан Спасојевић  | Сури, Чоби             | Мрки, Чиби     |
| Бојан Алексић     | Портир                 |                |
| Никола Терић      | Цане Педала            | Цане Курбла    |
| Буде Будисављевић | Чедо Чедник            | Четник         |
| Јелена Ковач      | Учитељица, секретарица |                |
| Дејан Дубајић     | Просјак, камерман      |                |

Преглед приказивања, учешћа и награда
| Емитер/Фестивал                   | Место                                | Датум               | Награда/Напомена                                                                 |
| --------------------------------- | ------------------------------------ | ------------------- | -------------------------------------------------------------------------------- |
| Арт ТВ                            | Београд                              | 25. јануар 2009.    |                                                                                  |
| Но буџет фестивал                 | Дом културе Студентски град, Београд | 18. јун 2010.       |                                                                                  |
| ТВ Метрополис                     | Београд                              | 1. јануар 2011.     |                                                                                  |
| ТВ Метрополис                     | Београд                              | 30. април 2011.     |                                                                                  |
| Прва ревија независних оф-филмова | Српски Холивуд, Рудник               | 16. август 2011.    | „Шумски патуљак“ за пародију                                                     |
| Арт ТВ                            | Београд                              | 29. септембар 2012. |                                                                                  |
| Арт ТВ                            | Београд                              | 11. мај 2013.       |                                                                                  |
| Арт ТВ                            | Београд                              | 20. јул 2013.       |                                                                                  |
| Дом културе Студентски град       | Београд                              | 28. јун 2014.       |                                                                                  |
| Арт ТВ                            | Београд                              | 6. септембар 2014.  |                                                                                  |
| Арт ТВ*                           | Београд                              | 6. децембар 2014.   | *Након овог приказивања уследило је сезонско емитовање серијала током целе 2015. |
| Филм Клуб Екстра                  | Београд                              | 1. јул 2018.        |                                                                                  |
| Филм Клуб                         | Београд                              | 1. фебруар 2019.    |                                                                                  |

## Епизода 2 - Шифра
„Шифра“ је друга епизода филмског серијала „Потписани“, снимљена 2008. године
Година је 1941. Након успешно обављеног првог задатка, београдски илегалци од врховног штаба добијају још изазовнији посао. Овога пута треба да дешифрују лозинку под којом се немачка роба транспортује и увози у Београд. На себи својствен начин, кроз гомилу коинциденција и пошалица, Преле и Глухи сазнавају шифру због које одлазе из кадра грохотом се смејући.
Улоге
| Глумац/Глумица    | Улога у серији      | Оригинални лик     |
| ----------------- | ------------------- | ------------------ |
| Марко Ковач       | Преле               | Прле               |
| Немања Предојевић | Глухи               | Тихи               |
| Милан Ђукић       | Трегер, шеф Гестапа | Кригер             |
| Дејан Спасојевић  | Сури                | Мрки               |
| Бојан Алексић     | Цариник             |                    |
| Саша Бајевић      | Боца                | Јоца               |
| Никола Терић      | Цане Педала         | Цане Курбла        |
| Буде Будисављевић | Чедо Чедник         | Четник             |
| Љубомир Штуловић  | Бришкула            | Микула             |
| Вук Ковач         | Мали Преле          | Кевин Мек Калистер |
| Дејан Дубајић     | Немац               |                    |
| Никола Дакић      | Глухи               | Тихи               |

Преглед приказивања, учешћа и награда
| Емитер/Фестивал                    | Место                                | Датум               | Награда/Напомена                                                                 |
| ---------------------------------- | ------------------------------------ | ------------------- | -------------------------------------------------------------------------------- |
| Арт ТВ                             | Београд                              | 1. фебруар 2009.    |                                                                                  |
| Но буџет фестивал                  | Дом културе Студентски град, Београд | 18. јун 2010.       |                                                                                  |
| ТВ Метрополис                      | Београд                              | 2. јануар 2011.     |                                                                                  |
| ТВ Метрополис                      | Београд                              | 1. мај 2011.        |                                                                                  |
| Друга ревија независних оф-филмова | Српски Холивуд, Рудник               | 28. јул 2012.       |                                                                                  |
| Арт ТВ                             | Београд                              | 6. октобар 2012.    |                                                                                  |
| Арт ТВ                             | Београд                              | 18. мај 2013.       |                                                                                  |
| Арт ТВ                             | Београд                              | 27. јул 2013.       |                                                                                  |
| Дом културе Студентски град        | Београд                              | 28. јун 2014.       |                                                                                  |
| Арт ТВ                             | Београд                              | 13. септембар 2014. |                                                                                  |
| Арт ТВ*                            | Београд                              | 13. децембар 2014.  | *Након овог приказивања уследило је сезонско емитовање серијала током целе 2015. |
| Филм Клуб Екстра                   | Београд                              | 2. јул 2018.        |                                                                                  |
| Филм Клуб                          | Београд                              | 8. фебруар 2019.    |                                                                                  |

## Епизода 3 - Воз
„Воз“ је трећа епизода филмског серијала „Потписани“, снимљена 2010. године
Година је 1942. С обзиром да се рат захуктава, врховна команда одлучује да би уништење једног немачког воза било пресудно у датој ситуацији, те овај задатак ставља пред малу београдску илегалну групу, која са лакоћом успева да збрише воз, али не онај који сви очекују.
Улоге
| Глумац/Глумица       | Улога у серији       | Оригинални лик     |
| -------------------- | -------------------- | ------------------ |
| Марко Ковач          | Преле                | Прле               |
| Горан Симић          | Глухи                | Тихи               |
| Милан Ђукић          | Трегер, шеф Гестапа  | Кригер             |
| Бојан Алексић        | Зрикавац             | Зрики              |
| Саша Бајевић         | Боца и Паја Шишкебаб | Јоца и Паја Бакшиш |
| Никола Терић         | Цане Педала          | Цане Курбла        |
| Бошко Бабовић        | Гојко Цинкар         | Гојко и Лимар      |
| Буде Будисављевић    | Чедо Чедник          | Четник             |
| Љубомир Штуловић     | Бришкула             | Микула             |
| Јелена Ковач         | Партизанка 1         |                    |
| Ана Спасојевић       | Партизанка 2         |                    |
| Владета Аксентијевић | Влада Чечен          | Влада Рус          |
| Вук Ковач            | Дете                 |                    |
| Немања Предојевић    | Глухи и Адо Мајка    | Тихи               |
| Дејан Спасојевић     | Сури                 | Мрки               |

Преглед приказивања, учешћа и награда
| Емитер/Фестивал                    | Место                  | Датум               | Награда/Напомена                                                                 |
| ---------------------------------- | ---------------------- | ------------------- | -------------------------------------------------------------------------------- |
| ТВ Метрополис                      | Београд                | 3. јануар 2011.     |                                                                                  |
| ТВ Метрополис                      | Београд                | 2. мај 2011.        |                                                                                  |
| Друга ревија независних оф-филмова | Српски Холивуд, Рудник | 29. јул 2012.       | „Шумски патуљак“ за 3. место                                                     |
| Арт ТВ                             | Београд                | 13. октобар 2012.   |                                                                                  |
| Арт ТВ                             | Београд                | 25. мај 2013.       |                                                                                  |
| Арт ТВ                             | Београд                | 3. август 2013.     |                                                                                  |
| Трећа ревија независних оф-филмова | Српски Холивуд, Рудник | 3. август 2013.     |                                                                                  |
| Дом културе Студентски град        | Београд                | 29. јун 2014.       |                                                                                  |
| Арт ТВ                             | Београд                | 20. септембар 2014. |                                                                                  |
| Арт ТВ*                            | Београд                | 20. децембар 2014.  | *Након овог приказивања уследило је сезонско емитовање серијала током целе 2015. |
| Филм Клуб Екстра                   | Београд                | 3. јул 2018.        |                                                                                  |
| Филм Клуб                          | Београд                | 15. фебруар 2019.   |                                                                                  |

## Епизода 4 - Паја Шишкебаб
„Паја Шишкебаб“ је четврта епизода филмског серијала „Потписани“, снимљена 2013. године
Година је 1942. Србија је у рату. У светском рату. У Другом светском рату. Београд је под окупацијом. Немачком окупацијом. Гестапо хапси погрешног човека те Главни партизански штаб на погрешну дојаву издаје погрешан задатак малој оперативној јединици на чијем су челу Преле и Глухи, да ослободи погрешног човека. Док Глухи има проблема са идентитетом, Преле са сновима, Сури са временом а Боца са полупразном флашом тј. боцом, погрешни тајни задатак грешком неприметно „пролази“ мимо њих препуштајући се некоме или нечему другом да га обави. Погрешан човек бива ослобођен без њиховог знања али у њихово име. Како? Грешком или не?
Улоге
| Глумац/Глумица       | Улога у серији       | Оригинални лик     |
| -------------------- | -------------------- | ------------------ |
| Марко Ковач          | Преле                | Прле               |
| Немања Предојевић    | Глухи                | Тихи               |
| Дејан Спасојевић     | Сури                 | Мрки               |
| Милан Ђукић          | Трегер, шеф Гестапа  | Кригер             |
| Саша Бајевић         | Боца и Паја Шишкебаб | Јоца и Паја Бакшиш |
| Јелена Ковач         | Дама возач           |                    |
| Бојан Алексић        | Зрикавац и Котангенс | Зрики и Косинус    |
| Никола Терић         | Цане Педала          | Цане Курбла        |
| Владета Аксентијевић | Влада Чечен          | Влада Рус          |
| Душан Стокић         | Шпира                | Спира              |
| Небојша Степановић   | Војник возач         |                    |
| Вук Ковач            | Скејт бој            |                    |
| Лазар Николић        | Немац                |                    |
| Милутин Ристић       | Баба                 |                    |

Преглед приказивања, учешћа и награда
| Емитер/Фестивал                    | Место                  | Датум               | Награда/Напомена                                                                 |
| ---------------------------------- | ---------------------- | ------------------- | -------------------------------------------------------------------------------- |
| Дом омладине                       | Београд                | 16. март 2013.      |                                                                                  |
| Арт ТВ                             | Београд                | 1. јун 2013.        |                                                                                  |
| Трећа ревија независних оф-филмова | Српски Холивуд, Рудник | 4. август 2013.     |                                                                                  |
| Арт ТВ                             | Београд                | 10. август 2013.    |                                                                                  |
| Дом културе Студентски град        | Београд                | 29. јун 2014.       |                                                                                  |
| Арт ТВ                             | Београд                | 27. септембар 2014. |                                                                                  |
| Арт ТВ*                            | Београд                | 27. децембар 2014.  | *Након овог приказивања уследило је сезонско емитовање серијала током целе 2015. |
| Филм Клуб Екстра                   | Београд                | 4. јул 2018.        |                                                                                  |
| Филм Клуб                          | Београд                | 22. фебруар 2019.   |                                                                                  |

## Епизода 5 - Мобилизација
„Мобилизација“ је пета епизода филмског серијала „Потписани“, снимљена 2014. године
Година је 1943. Сви фронтови се заоштравају. Четници су већ мобилисали све од 18 до 45, Немци су одлучнији него икад, Руси се не трезне годинама, Чехословаци спроводе акцију „Преко Шкоде до слободе“... У таквој ситуацији, Преле и Глухи добијају задатак да изврше хитну мобилизацију комплетног преосталог људства. За кратко време, они успевају да на дату адресу упуте првих 20. Чега 20?
Улоге
| Глумац/Глумица    | Улога у серији        | Оригинални лик  |
| ----------------- | --------------------- | --------------- |
| Марко Ковач       | Преле                 | Прле            |
| Немања Предојевић | Глухи и Адо Мајка     | Тихи            |
| Дејан Спасојевић  | Сури                  | Мрки            |
| Милан Ђукић       | Трегер, шеф Гестапа   | Кригер          |
| Јелена Ковач      | Снајка                | Анђелка         |
| Бојан Алексић     | Зрикавац и Котангенс  | Зрики и Косинус |
| Никола Терић      | Цане Педала           | Цане Курбла     |
| Душан Стокић      | Шумадинац             |                 |
| Вук Ковач         | Дечак 1 и 2           |                 |
| Лазар Николић     | Миливоје и Агент 1    |                 |
| Вељко Марковић    | Налогодавац и Агент 2 |                 |
| Љубомир Штуловић  | Бришкула              | Микула          |

Преглед приказивања, учешћа и награда
| Емитер/Фестивал                      | Место                  | Датум            | Награда/Напомена                                                                 |
| ------------------------------------ | ---------------------- | ---------------- | -------------------------------------------------------------------------------- |
| Дом културе Студентски град          | Београд                | 27. јун 2014.    |                                                                                  |
| Четврта ревија независних оф-филмова | Српски Холивуд, Рудник | 2. август 2014.  |                                                                                  |
| Арт ТВ                               | Београд                | 4. октобар 2014. |                                                                                  |
| Арт ТВ*                              | Београд                | 10. јануар 2015. | *Након овог приказивања уследило је сезонско емитовање серијала током целе 2015. |
| Пета ревија независних оф-филмова    | Дом културе, Рудник    | 30. јул 2016.    |                                                                                  |
| Филм Клуб Екстра                     | Београд                | 5. јул 2018.     |                                                                                  |
| Филм Клуб                            | Београд                | 1. март 2019.    |                                                                                  |

## Епизода 6 - Логор
„Логор“ је шеста епизода филмског серијала „Потписани“, снимљена 2016. године
Година је 1943. Мала одабрана група Прелета и Глухог добија задатак да се увуче у логор и да, као новопечени логораши, помогну осталим заробљеницима да победе фудбалску екипу Вермахта у мечу који је организован у част управника логора. Комбиновани тим логораша који чине комунисти, равногорци, илегалци, јорганџије и вуновлачари, успева на волшебан начин да издејствује тријумф који води директно до слободе.
Улоге
| Глумац/Глумица    | Улога у серији      | Оригинални лик |
| ----------------- | ------------------- | -------------- |
| Марко Ковач       | Преле               | Прле           |
| Немања Предојевић | Глухи               | Тихи           |
| Дејан Спасојевић  | Сури                | Мрки           |
| Милан Ђукић       | Трегер, шеф Гестапа | Кригер         |
| Бојан Алексић     | Зрикавац            | Зрики          |
| Вељко Марковић    | Наратор 1           |                |
| Горан Симић       | Коментатор          |                |

Преглед приказивања, учешћа и награда
| Емитер/Фестивал                    | Место                  | Датум             | Награда/Напомена |
| ---------------------------------- | ---------------------- | ----------------- | ---------------- |
| Дом културе Студентски град        | Београд                | 13. октобар 2016. |                  |
| Арт ТВ                             | Београд                | 22. октобар 2016. |                  |
| Шеста ревија независних оф-филмова | Српски Холивуд, Рудник | 28. јул 2017.     |                  |
| Филм Клуб Екстра                   | Београд                | 6. јул 2018.      |                  |
| Седма ревија независних оф-филмова | Дом културе, Рудник    | 27. јул 2018.     |                  |
| Филм Клуб                          | Београд                | 8. март 2019.     |                  |

## Епизода 7 - Гаража, освета и још понешто
„Гаража, освета и још понешто“ је седма епизода филмског серијала „Потписани“, снимљена 2017. године
Година је 1944. Букти неизвесност око коначног победника. Два супротстављена табора, два чврста гнезда, воде одлучујуће битке за коначан тријумф. Невиђена ратна драма у три чина од којих у прва два обе зараћене стране односе по једану победу. Који ће табор славити у трећем финалном чину, из чијег ће се гнезда испилити птица радосница – остаје да се види на самом крају, уз још понешто.
Улоге
| Глумац/Глумица     | Улога у серији      | Оригинални лик |
| ------------------ | ------------------- | -------------- |
| Марко Ковач        | Преле               | Прле           |
| Немања Предојевић  | Глухи               | Тихи           |
| Дејан Спасојевић   | Сури                | Мрки           |
| Милан Ђукић        | Трегер, шеф Гестапа | Кригер         |
| Бојан Алексић      | Зрикавац            | Зрики          |
| Небојша Степановић | Штуца               |                |
| Душан Стокић       | Шулц                |                |
| Бобан Андрејевић   | Стева Сајла         |                |
| Јелена Ћуић        | Цица                |                |
| Анђелка Савић      | Лела                |                |
| Дејан Шарац        | Ханс Соло           |                |

Преглед приказивања, учешћа и награда
| Емитер/Фестивал                            | Место                  | Датум               | Награда/Напомена               |
| ------------------------------------------ | ---------------------- | ------------------- | ------------------------------ |
| Дом омладине                               | Београд                | 1. децембар 2017.   |                                |
| Филм Клуб Екстра                           | Београд                | 7. јул 2018.        |                                |
| Седма ревија независних оф-филмова         | Српски Холивуд, Рудник | 29. јул 2018.       | *Пројекција отказана због кише |
| ТВ Студио Б                                | Београд                | 12. септембар 2018. |                                |
| Филм Клуб                                  | Београд                | 15. март 2019.      |                                |
| Accord Cine Fest 2021                      | Онлајн                 | септембар 2021.     | Финалиста                      |
| Ћутање је злато                            | ДКСГ Београд           | 15. новембар 2021.  |                                |
| Serbest International Film Festival (SIFF) | Молдавија              | 2022.               | Четвртфиналиста                |

## Епизода 8 - Трегер
„Трегер“ је осма епизода филмског серијала „Потписани“, снимљена 2019. године
Година је 1945. Ослобођење је стигло. Mеђутим, преостале немачке јединице, скривене по катакомбама и канализационим подземним мрежама, ноћу праве велике невоље становништву. Озлоглашени пуковник Трегер, маскиран у неприметног пролазника, покушава да се пацовским каналима извуче из Београда, док се његов налогодавац и велики вођа у свом бункеру у Берлину премишља пред највећом животном дилемом. Све указује на чињеницу да за Прелета и Глухог још увек има посла...
Улоге
| Глумац/Глумица                              | Улога у серији      | Оригинални лик |
| ------------------------------------------- | ------------------- | -------------- |
| Марко Ковач                                 | Преле               | Прле           |
| Дејан Димитријевић Мита                     | Глухи и Адо Мајка   | Тихи           |
| Милан Ђукић                                 | Трегер, шеф Гестапа | Кригер         |
| Душан Стокић                                | Официр са повезом   |                |
| Бобан Андрејевић                            | Плесач 1            |                |
| Милош Дограјић                              | Плесач 1            |                |
| Небојша Степановић                          | Штуца               |                |
| Марија Јевтић                               | Плесачица 1         |                |
| Ана Стевић                                  | Плесачица 1         |                |
| Срђан Булатовић                             | Гебелс              |                |
| Милојко Пантић, Вуду Попај, Инспектор Блажа | Специјални гости    |                |

Преглед приказивања, учешћа и награда
| Емитер/Фестивал | Место   | Датум               | Награда/Напомена |
| --------------- | ------- | ------------------- | ---------------- |
| Дом омладине    | Београд | 7. април 2019.      |                  |
| ТВ Студио Б     | Београд | 15. септембар 2019. |                  |

## Подбрадак потписаних
„Подбрадак потписаних“ је серијал од пет епизода снимљених 2010. и 2011. године.
„Подбрадак потписаних“ је нови серијал у коме се Потписани враћају ојачани, искуснији и са нешто већим подбратком, али у мало измењеној форми - у виду актера занимљивог колажног програма сачињеног од прилога и репортажа који чине саставни део партизанског ТВ дневника за време Другог светског рата.
Улоге
| Глумац/Глумица       | Улога у серији       | Оригинални лик     |
| -------------------- | -------------------- | ------------------ |
| Марко Ковач          | Преле                | Прле               |
| Горан Симић          | Глухи                | Тихи               |
| Милан Ђукић          | Трегер, шеф Гестапа  | Кригер             |
| Бојан Алексић        | Зрикавац и Котангенс | Зрики и Косинус    |
| Саша Бајевић         | Боца и Паја Шишкебаб | Јоца и Паја Бакшиш |
| Никола Терић         | Цане Педала          | Цане Курбла        |
| Бошко Бабовић        | Гојко Цинкар         | Гојко и Лимар      |
| Буде Будисављевић    | Чедо Чедник          | Четник             |
| Љубомир Штуловић     | Бришкула             | Микула             |
| Јелена Ковач         | Партизанка 1         |                    |
| Ана Спасојевић       | Партизанка 2         |                    |
| Владета Аксентијевић | Влада Чечен          | Влада Рус          |
| Дејан Дубајић        | Купац и Р2Д2         |                    |
| Марија Мршуља        | Касирка              |                    |

Преглед приказивања, учешћа и награда
| Емитер/Фестивал             | Место                                | Датум                                                                                       | Награда/Напомена                                                                 |
| --------------------------- | ------------------------------------ | ------------------------------------------------------------------------------------------- | -------------------------------------------------------------------------------- |
| Но буџет фестивал           | Дом културе Студентски град, Београд | 18. јун 2010.                                                                               |                                                                                  |
| ТВ Метрополис               | Београд                              | 4. јануар 2011.                                                                             |                                                                                  |
| ТВ Метрополис               | Београд                              | 3. мај 2011.                                                                                |                                                                                  |
| Дом културе Студ. град      | Београд                              | 12. април 2012.                                                                             |                                                                                  |
| ТВ Арт                      | Београд                              | 20. октобар 2012. 27. октобар 2012. 3. новембар 2012. 10. новембар 2012. 17. новембар 2012. |                                                                                  |
| ТВ Арт                      | Београд                              | 8. јун 2013. 16. јун 2013. 22. јун 2013. 29. јун 2013. 6. јул 2013.                         |                                                                                  |
| ТВ Арт                      | Београд                              | 17. август 2013. 24. август 2013. 31. август 2013. 7. септембар 2013. 14. септембар 2013.   |                                                                                  |
| Дом културе Студентски град | Београд                              | 30. јун 2014.                                                                               |                                                                                  |
| ТВ Арт                      | Београд                              | 11. октобар 2014. 18. октобар 2014. 25. октобар 2014. 1. новембар 2014. 8. новембар 2014.   |                                                                                  |
| ТВ Арт*                     | Београд                              | 17. јануар 2015. 24. јануар 2015. 31. јануар 2015. 7. фебруар 2015. 14. фебруар 2015.       | *Након овог приказивања уследило је сезонско емитовање серијала током целе 2015. |
| Филм Клуб Екстра            | Београд                              | 8. јул 2018. 9. јул 2018. 10. јул 2018. 11. јул 2018. 12. јул 2018.                         |                                                                                  |
| Филм Клуб                   | Београд                              | 5. април 2019. 12. април 2019. 19. април 2019. 26. април 2019. 3. мај 2019.                 |                                                                                  |